# Rówienka (polana)
Rówienka – polana w Pieninach. Jest to płaska, niewielka polanka w Pienińskim Przełomie Dunajca, położona na wysokości około 447 m nad lewym brzegiem Dunajca u południowo-wschodnich podnóży Klejowej Góry. Józef Nyka określa ją jako „urocza polanka”, w 2020 r. jest ona już jednak silnie zarośnięta. Do I wojny światowej stały na niej zabudowania gospodarstwa rolnego. Jego właściciel później przeniósł się do osiedla Huty. Po gospodarstwie pozostały zdziczałe drzewa owocowe i szopa na siano, która obecnie już nie istnieje. Przed II wojną światową polanka i szopa na siano były często odwiedzana przez zakochanych, stąd też szopę żartobliwie nazwano „schroniskiem przedślubnym”. Obecnie polanka znajduje się na obszarze Pienińskiego Parku Narodowego, nie prowadzi do niej żaden szlak i turystycznie jest niedostępna.
W latach 1987–1988 na Rówience znaleziono w Polsce wymierające gatunki porostów: trzonecznica naga Chaenotheca xyloxena, misecznica blada Lecanora pallida, biedronecznik zmienny Punctelia subrudecta, zagrożone wyginięciem gatunki: plamica promienista Arthonia radiata, kropnica żółtawa Bacidia rubella, mąkla tarniowa Evernia prunastri, żółtlica chropowata Flavoparmelia caperata, krwawiec pajęczynowaty Haematomma ochroleucum, popielak pylasty Imshaugia aleurites, płaskotka rozlana Parmeliopsis ambigua, soreniec opylony Physconia distorta i rzadkiego jaskrawca misecznicowatego Caloplaca obscurella. Na polanie istniały stanowiska rzadkiej w Polsce paproci pióropusznik strusi, jednak wyginęły. W 1986 r. podczas budowy Zapory Niedzica zasadzono tutaj okazy tej paproci z zatoki Harczy Grunt, która miała znaleźć się na dnie Jeziora Czorsztyńskiego. W 2008 r. rosły nadal i rozrastały się.
Polana znajduje się wgranicach wsi Sromowce Niżne w województwie małopolskim, w powiecie nowotarskim, w gminie Czorsztyn.